# A' Katīgoria 1976-1977
L'edizione 1976-1977 della A' Katīgoria fu la 38ª del massimo campionato cipriota; vide la vittoria finale dell'Omonia, che conquistò il suo settimo titolo, il quarto consecutivo.
Capocannoniere del torneo fu Sōtīrīs Kaïafas dell'Omonia con 44 reti.

## Formula
Le 16 squadre partecipanti hanno disputato il campionato incontrandosi in due gironi di andata e ritorno, per un totale di 30 giornate. Era prevista un'unica retrocessione.

## Classifica finale
|  |    | Classifica              | G  | V  | N  | P  | GF | GS | DR  | Punti |
|  | -- | ----------------------- | -- | -- | -- | -- | -- | -- | --- | ----- |
|  | 1  | Omonia (C)              | 30 | 26 | 2  | 2  | 88 | 20 | +68 | 54    |
|  | 2  | APOEL                   | 30 | 22 | 7  | 1  | 77 | 15 | +62 | 51    |
|  | 3  | Pezoporikos Larnaca     | 30 | 16 | 8  | 6  | 45 | 21 | +24 | 40    |
|  | 4  | Arīs Limassol           | 30 | 16 | 4  | 10 | 53 | 46 | +7  | 36    |
|  | 5  | EPA Larnaca             | 30 | 14 | 7  | 9  | 37 | 24 | +13 | 35    |
|  | 6  | Alkī Larnaca            | 30 | 13 | 7  | 10 | 46 | 37 | +9  | 33    |
|  | 7  | Anorthōsis              | 30 | 13 | 7  | 10 | 35 | 35 | 0   | 33    |
|  | 8  | EN Paralimni            | 30 | 9  | 11 | 10 | 48 | 32 | +16 | 29    |
|  | 9  | Evagoras Paphou         | 30 | 12 | 5  | 13 | 38 | 50 | -12 | 29    |
|  | 10 | Apollōn Limassol        | 30 | 9  | 7  | 14 | 34 | 43 | -9  | 25    |
|  | 11 | Olympiakos Nicosia (CC) | 30 | 9  | 7  | 14 | 31 | 44 | -13 | 25    |
|  | 12 | Chalkanoras Idaliou     | 30 | 10 | 5  | 15 | 37 | 54 | -17 | 25    |
|  | 13 | Nea Salamis             | 30 | 6  | 10 | 14 | 36 | 49 | -13 | 22    |
|  | 14 | AEL Limassol            | 30 | 7  | 8  | 15 | 32 | 49 | -17 | 22    |
|  | 15 | Digenīs Morphou         | 30 | 3  | 8  | 19 | 17 | 71 | -54 | 14    |
|  | 16 | ASIL Lysī               | 30 | 1  | 5  | 24 | 25 | 89 | -64 | 7     |

G = Partite giocate; V = Vittorie; N = Nulle/Pareggi; P = Perse; GF = Goal fatti; GS = Goal subiti; DR = Differenza reti.
- (C): Campione nella stagione precedente
- (CC): Vince la Coppa di Cipro

### Verdetti
- Omonia Campione di Cipro 1976-77.
- ASIL Lysi retrocessa in Seconda Divisione.

### Qualificazioni alle Coppe europee
- Coppa dei Campioni 1977-1978: Omonia qualificato.
- Coppa delle Coppe 1977-1978: Olympiakos Nicosia qualificato.
- Coppa UEFA 1977-1978: APOEL F.C. qualificato.